# Мамаиашвили, Николай Петрович
Николай Петрович Мамаиашвили (18 февраля 1902 года, село Тибаани, Сигнахский уезд, Тифлисская губерния, Российская империя — неизвестно) — председатель колхоза села Земо-Мачхаани Цителцкаройского района Грузинской ССР, Герой Социалистического Труда (02.04.1966).

## Биография
Родился 5 (18) февраля 1902 года. Получил начальное образование. В 1916—1919 работал по найму. В 1919—1920 и 1929—1931 продавец, в 1931—1933 председатель правления потребкооперации в селе Тибаани Сигнахского района. В 1925—1926 служил в РККА. С 1930 года член ВКП(б).
В 1933—1936 председатель сельсовета, в 1936—1939 председатель колхоза села Земо-Мачхаани. В 1939—1941 зав. дорожным отделом Цителцкаройского райисполкома.
С 1941 и до выхода на пенсию — председатель колхоза села Земо-Мачхаани (до 1961 колхоз им. Сталина). Получал высокие урожаи пшеницы, подсолнечника и винограда. В 1967 г. колхоз награждён орденом Ленина.
В годы Семилетки (1959—1965) труженики колхоза показали высокие трудовые результаты. Вывел колхоз в число передовых сельскохозяйственных предприятий Грузинской ССР. Колхозное стадо крупного рогатого скота насчитывало 3830 голов, из них 1240 дойных коров. В 1965 году колхоз сдал государству 47,6 тысяч центнеров пшеницы вместо запланированных 46 тысяч тонн, 13300 тонн винограда, 4230 тонн мяса вместо запланированных 3800 тонн, 15200 тысяч тонн молока вместо 13600 тонн запланированных. Годовая прибыль колхоза составила 21 миллионов 688 тысяч рублей.
Указом Президиума Верховного Совета СССР от 2 апреля 1966 года удостоен звания Героя Социалистического Труда за «достигнутые успехи в развитии сельского хозяйства, промышленности и науки Грузинской ССР» с вручением ордена Ленина и золотой медали «Серп и Молот» (№ 10866).
Избирался депутатом Верховного Совета СССР 5-го созыва (1958—1962), Верховного Совета Грузинской ССР, делегатом XXIV съезда КПСС (1971), 3-го съезда Всесоюзного съезда колхозников (1969).
После выхода на пенсию трудился в профсоюзных организациях. Дата смерти не установлена.
Награды
- Герой Социалистического Труда
- Орден Ленина — дважды (05.09.1950; 1966)
- Орден Октябрьской Революции (08.04.1971)
- Орден Трудового Красного Знамени (27.12.1976)
- Орден «Знак Почёта» — дважды (07.01.1944; 12.12.1973)
- Медаль «За трудовую доблесть»
- Медаль «За трудовое отличие»